# گل‌گهر کوپر
گل‌گهر کوپر (نام علمی: Caulanthus cooperi) نام یک گونه از سرده گل‌گهر است.